# Charles Allieu Matthew Campbell
Charles Allieu Matthew Campbell (Njala, 25 gennaio 1961) è un vescovo cattolico sierraleonese, dal 15 gennaio 2011 vescovo di Bo.

## Biografia
Charles Allieu Matthew Campbell è nato a Njala il 25 gennaio 1961 in una famiglia musulmana. In seguito si è convertito al cattolicesimo.

### Formazione e ministero sacerdotale
Dopo le scuole primarie e secondarie, ha studiato filosofia e teologia presso il seminario maggiore "San Paolo" di Gbarnga.
Il 9 aprile 1986 è stato ordinato presbitero per l'arcidiocesi di Freetown e Bo nella chiesa parrocchiale del Cuore Immacolato di Maria a Bo. In seguito è stato vicario parrocchiale a Njala, Komboya, Pujehun e Moyamba dal 1986 al 1988 e direttore delle vocazioni e rettore del seminario minore "Sant'Agostino" dal 1988 al 1989. Dal 1990 al 1992 ha completato gli studi in Nigeria. Tornato in patria è stato parroco di Damballa dal 1992 al 1995 e professore al seminario maggiore "San Paolo" di Makeni dal 1995 al 2004. Dal 2004 al 2006 ha partecipato a un corso di formazione religiosa al St. Anselm's in Inghilterra. Dal 2004 è al 2011 ha prestato servizio come direttore spirituale del seminario maggiore "San Paolo" di Freetown.

### Ministero episcopale
Il 15 gennaio 2011 papa Benedetto XVI lo ha nominato primo vescovo della nuova diocesi di Bo. Ha ricevuto l'ordinazione episcopale il 7 maggio successivo dall'arcivescovo George Antonysamy, nunzio apostolico in Guinea, Liberia, Gambia e Sierra Leone, co-consacranti l'arcivescovo metropolita di Freetown Edward Tamba Charles e il vescovo di Kenema Patrick Daniel Koroma.
Nel giugno del 2018 ha compiuto la visita ad limina.
Dal maggio del 2016 è presidente della Conferenza episcopale interterritoriale del Gambia e della Sierra Leone.

## Genealogia episcopale
La genealogia episcopale è:
- Cardinale Scipione Rebiba
- Cardinale Giulio Antonio Santori
- Cardinale Girolamo Bernerio, O.P.
- Arcivescovo Galeazzo Sanvitale
- Cardinale Ludovico Ludovisi
- Cardinale Luigi Caetani
- Cardinale Ulderico Carpegna
- Cardinale Paluzzo Paluzzi Altieri degli Albertoni
- Papa Benedetto XIII
- Papa Benedetto XIV
- Papa Clemente XIII
- Cardinale Marcantonio Colonna
- Cardinale Giacinto Sigismondo Gerdil, B.
- Cardinale Giulio Maria della Somaglia
- Cardinale Carlo Odescalchi, S.I.
- Cardinale Costantino Patrizi Naro
- Cardinale Lucido Maria Parocchi
- Papa Pio X
- Papa Benedetto XV
- Papa Pio XII
- Cardinale Eugène Tisserant
- Papa Paolo VI
- Cardinale Agostino Casaroli
- Cardinale Ivan Dias
- Arcivescovo George Antonysamy
- Vescovo Charles Allieu Matthew Campbell